# Turboreactor

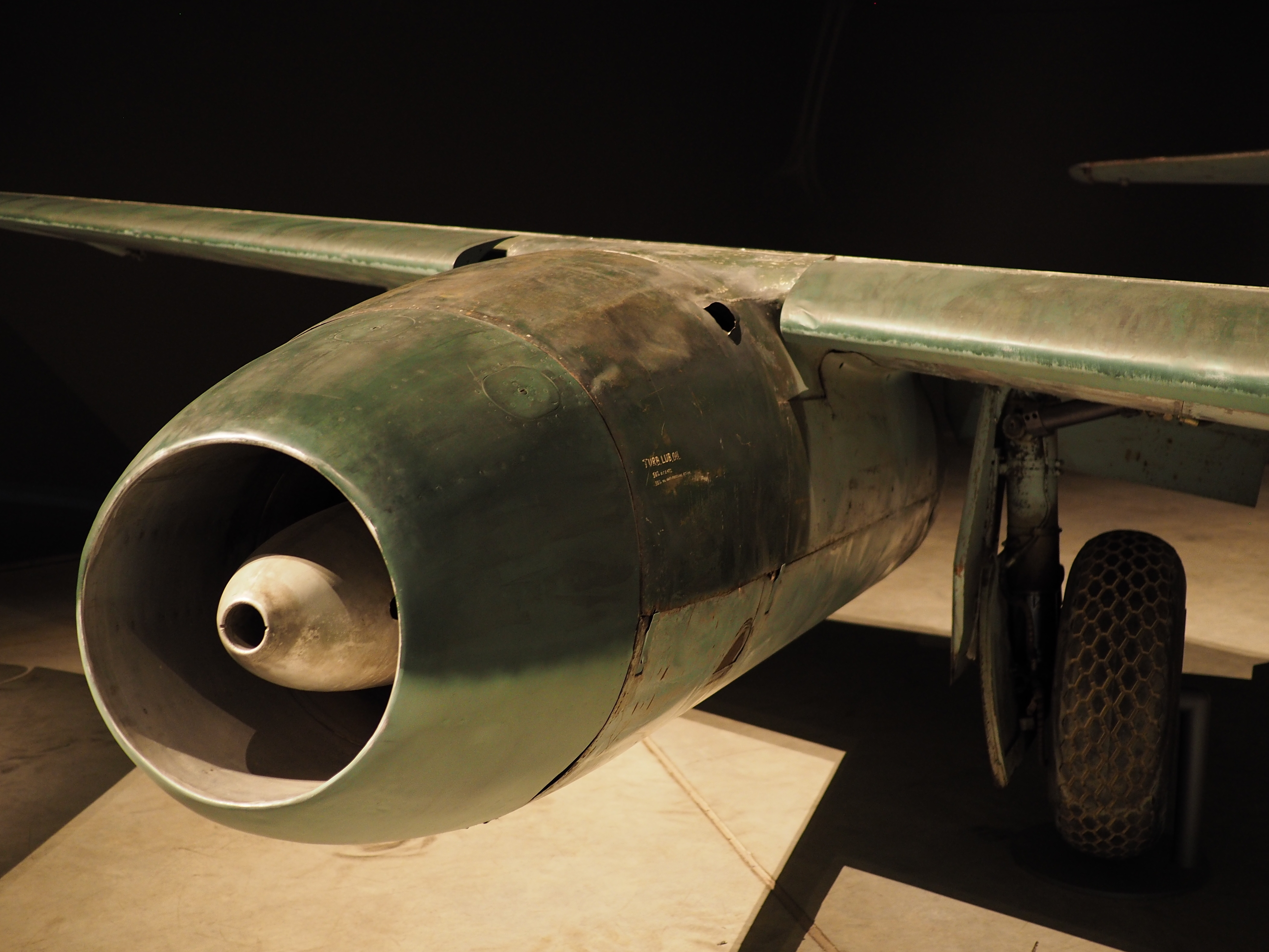
Turboreactor

Turboreactorul este cel mai vechi motor cu reacție, fiind folosit la avioane de mare viteză la care secțiunea frontală relativ mică și viteza mare de evacuare a gazelor este un avantaj. Turbina cu gaze extrage de la curentul de gaze numai energia necesară pentru acționarea compresorului, lăsând energia rămasă să producă o tracțiune prin destinderea gazelor într-un ajutaj reactiv.
Turboreactorul este un motor termic, aeroreactor, echipat cu o instalație de turbină cu gaze (turbină, cameră de ardere și ajutaj reactiv) și un compresor, ce realizează forța de tracțiune prin reacțiune directă, datorită curgerii fluidului motor (gaze arse) prin ajutajul reactiv. Turboreactorul este constituit dintr-un difuzor, compresor de aer, cameră de ardere, turbină cu gaze și ajutaj reactiv. Drept carburant se folosește un combustibil lichid, iar drept comburant oxigenul din aerul atmosferic. Comprimarea aerului se realizează atât pe cale dinamică (în difuzor), cât și mecanic cu ajutorul unui compresor (axial sau radial); compresorul asigură, totodată, presiunea necesară la pornirea turboreactorului, când nu există o comprimare dinamică a aerului în difuzor (motorul stă pe loc).

## Construcție și funcționare
Principiul constructiv și funcțional al unui turboreactor este următorul: curentul de aer atmosferic intră în difuzor cu viteză relativ ridicată (viteza de deplasare a avionului), este frânat dinamic, mărindu-și presiunea și temperatura, apoi este comprimat în compresor și pătrunde cu presiune ridicată în camera de ardere, unde este injectat combustibilul. La pornire, aprinderea combustibilului se realizează cu ajutorul unei bujii electrice, iar în timpul funcționării este asigurată de temperatura ridicată a gazelor de ardere. Din camera de ardere, gazele trec în turbină, unde o parte din energia lor se transformă în lucru mecanic pentru antrenarea compresorului; restul energiei gazelor se transformă în energie cinetică în ajutajul reactiv, care dezvoltă o parte din forța de tracțiune a turboreactorului. 